# Emol·lient
Un emol·lient (del llatí emolliens, -entis, que estova) és un medicament o substància d'ús extern que té la propietat d'estovar una part inflamada i suavitzar la pell. Facilita ablanir i relaxar les parts afectades i suavitza i protegeix la pell o les mucoses.

## Mecanismes d'acció
- Oclusió - proporcionant una capa d'oli sobre la superfície de la pell per tal d'alentir la pèrdua d'aigua i incrementar-ne el contingut d'humitat.
- Humectant - incrementa la capacitat d'emmagatzemar aigua
- Lubricació de la pell

Es pot usar amb èxit per al control de l'èczema i per prevenir la dermatitis atòpica. La seva presentació per a ús en la pell és en forma de pomada, llapis de llavis, locions, subtituts del sabó i olis de bany. Generalment no conté cap producte farmacològic i és una de les propietats que tenen diverses plantes medicinals.